# Jajo
Jajo, pseudonimo di Jacopo Galeazzi (Torino, 30 agosto 1980), è un musicista, compositore e produttore discografico italiano.
È stato uno degli esponenti del genere musicale Italo dance ed è attualmente in attività come produttore discografico dance e pop.

## Biografia
Studia musica fin da bambino, in particolare pianoforte, saxofono, chitarra e, alcuni anni dopo, batteria, appassionandosi nei primi anni novanta alla musica elettronica.
La sua carriera musicale ha inizio come DJ nel 1996 per dedicarsi poi alla produzione di musica dance e nel 1999 fonda l'etichetta musicale "Jay records" e, successivamente, la T.S.A. Informatica, producendo dischi per il mercato italiano ed internazionale. Ha lavorato come produttore discografico alla Bliss Corporation.
Nel 2004, in collaborazione con Danijay, firma e co-produce il singolo "Luna Nera" edito da Universal che arriva al 22º posto nella classifica generale di vendite (CD singoli, nazionali e internazionali).
Nel 2018, con il singolo JAJO "No More Chances", scritto e prodotto da Jacopo Galeazzi ed edito da Shake records, supera quota 750.000 streaming su Spotify .
Nel 2019 il singolo "In Love" viene inserito tra le colonne sonore del film documentario "L'Arca di legno - Emozioni d'Alta Quota" con Maria Grazia Cucinotta e Mingo De Pasquale. 
È attualmente in attività come produttore discografico di musica dance, Pop e House ed è general manager dell'etichetta di produzione Jay records da lui fondata nel 1999.

## Discografia
Singoli e Compilation contenenti brani composti e prodotti da Jacopo Galeazzi (Jajo); per ciascuna produzione viene indicata dopo il punto e virgola ";" casa discografica e distribuzione.

### Singoli
- 1999 - Dj Jay "Fly in the night"; etichetta Vitaminic
- 2001 - Dj Jay "Aladin"; etichetta Tabloid music, Warner Music Group
- 2002 - Dj Jay "Mizzica"; etichetta Tabloid music, Endemol
- 2003 - Overclocker "All night long"; etichetta Bliss Corporation
- 2003 - Danielle "Mon Obsession"; etichetta Tabloid music
- 2004 - Danijay: Luna nera EP; "Il tauro"; etichetta Cosmonote, Universal Music Group
- 2004 - Danijay: Luna nera EP; "Luna nera"; etichetta Cosmonote, Universal Music Group
- 2004 - Deejay Jay feat. Danyelle "La leçon"; etichetta Tmmc, Sony Music
- 2004 - Valentina "L'amica di tutti"; etichetta Edi-Net records
- 2004 - Moda Phun "Sex Line"; etichetta Hitland records
- 2004 - Orchestral "The party has just begun"; etichetta Brioche records
- 2005 - Dj Jacopo "Electro therapy"; etichetta Shake records
- 2005 - Dj Jacopo "Shangay"; etichetta Shake records
- 2005 - Dj Jacopo "Frankenstein"; etichetta Shake records
- 2005 - Dj Jacopo "U.f.o."; etichetta Shake records
- 2006 - Dj Jajo "Souvenir"; etichetta Time records
- 2006 - Orchestral "Viola remix"; etichetta Media records, Corriere dello Sport - Stadio
- 2006 - Dj Jajo "Dove sono gli ultrà"; etichetta Media records, Corriere dello Sport - Stadio
- 2006 - Dj Jay "Football dream"; etichetta Media records, Corriere dello Sport - Stadio
- 2006 - The Xaygos "The Violin of love"; etichetta Bang records
- 2006 - Orchestral "Heaven"; etichetta Jay records
- 2006 - Danijay "Encanto rmx"; etichetta Cosmonote, Universal Music Group
- 2007 - La compagnia del mastello Vs. S.t.b. "You are my destiny"; etichetta Cosmonote
- 2007 - Jajo & Gith "Kick Down"; etichetta Self Distribuzione
- 2007 - Jajo "L'Operà"; etichetta Bit records
- 2007 - The Orchestral "Rock'n'Roll"; etichetta Bit records
- 2007 - Dj Jajo "No one's sleeping"; etichetta Hitland
- 2007 - S.t.b. "The way you do"; etichetta Arc records
- 2007 - Orchestral feat. Gith "Together tonight"; etichetta Hitland
- 2007 - Dj Jajo "I have a dream"; etichetta Hitland
- 2007 - Makers "Reality"; etichetta Hitland
- 2007 - Partydrivers "Just turn to me"; etichetta Expanded music
- 2007 - Jacopo feat. Sherrie "Big Ass"; etichetta Ego Music
- 2008 - Orchestral "Now"; etichetta Le Cinema records
- 2008 - S.t.b. "Now with love"; etichetta Arc records
- 2008 - Moda Phun "The secret is"; etichetta Arc records
- 2008 - Dj Gio Vs. Orchestral "I'm calling for your love"; etichetta Bit records
- 2008 - Luca Zeta "Over the clouds"; etichetta Self Distribuzione
- 2009 - Francesco Sparacello meets dr. Feelx "Destiny"; etichetta 1stGroove records
- 2009 - Francesco Sparacello meets dr. Feelx "Rainman"; etichetta 1stGroove records
- 2009 - Dj Jacopo Galeazzi "Rock the world"; etichetta Hitland
- 2010 - Sherrie "NightQueen"; etichetta Self Distribuzione
- 2014 - Sleekers "Like it lick it"; etichetta Nocolors
- 2014 - Jacopo "On the dancefloor"; etichetta SMC, Universal Music Group
- 2015 - Jajo "Sexy Toys"; etichetta Lindagrooves records, Smilax publishing srl
- 2015 - Orchestral "How beautiful is youth"; etichetta SMC
- 2015 - Jacopo "Needs to feel love"; etichetta Urbanlife records/Lungoviaggio
- 2015 - RJ Project "Everybody feel good"; etichetta SMC, Universal Music Group
- 2015 - Jacopo "Last time"; etichetta Urbanlife records/Lungoviaggio
- 2015 - Moda Phun "The Vibration"; etichetta SMC, Universal Music Group
- 2015 - Jajo "La libertè"; etichetta SMC
- 2015 - Jacopo Galeazzi "Suelta"; etichetta Hit Mania, Universal Music Group
- 2015 - Jacopo "Back home"; etichetta Hit Mania, Universal Music Group
- 2015 - Deejay Jay "A night to remember"; etichetta Hit Mania, Universal Music Group
- 2015 - Dj Jajo "Da da da"; etichetta Hit Mania, Universal Music Group
- 2015 - Jacopo "I'm a fire"; etichetta Urbanlife records/Lungoviaggio
- 2015 - Jajog "Possession"; etichetta Distar records
- 2015 - Jacopo Galeazzi "Come back to me"; etichetta Hit Mania, Universal Music Group
- 2015 - Jacopo G Feat Steven May "I wish"; etichetta Keep records/Ipnotika
- 2015 - Jacopo "Show me love"; etichetta Urbanlife records/Lungoviaggio
- 2015 - Deejay Jay "Yallah dj!"; etichetta Hit Mania, Universal Music Group
- 2015 - Jacopo Galeazzi "Arabic"; etichetta Hit Mania, Universal Music Group
- 2015 - Jacopo Galeazzi "Carnaval"; etichetta Hit Mania, Universal Music Group
- 2015 - Jajo "You make me high"; etichetta Saifam
- 2015 - Jako "Chosen love"; etichetta Nocolors, Blanco y Negro
- 2015 - Jaga "Give me your love now"; etichetta Irma records
- 2016 - Jacopo "Bye bye boy"; etichetta Hit Mania, Universal Music Group
- 2016 - Dj Jajo "Anymore"; etichetta Hit Mania, Universal Music Group
- 2016 - Jacopo Galeazzi "The dreaming"; etichetta Hit Mania, Universal Music Group
- 2016 - Dj Jay - "Mysterious"; etichetta Hit Mania, Universal Music Group
- 2016 - Jacopo Galeazzi - "We feel so right"; etichetta Hit Mania, Universal Music Group
- 2016 - Jacopo "You give me love"; etichetta Dancetool
- 2016 - Jacopo Galeazzi "Feel you"; etichetta Hit Mania, Universal Music Group
- 2016 - Jacopo Galeazzi "Droppin it"; etichetta Hit Mania, Universal Music Group
- 2016 - RJ Project "Let it go"; etichetta SMC
- 2016 - Jakopo "What about"; etichetta Media Records
- 2016 - Noy "In front of you"; etichetta Nocolors
- 2016 - Itsme "Something amazing"; etichetta Nocolors
- 2016 - Jacopo Galeazzi "Lost in a maze"; etichetta Universo (azienda)
- 2016 - Papoietto "Glimpse of light"; etichetta Nocolors
- 2016 - Jacopo Galeazzi "Gimme your love"; etichetta Hit Mania, Universal Music Group
- 2016 - Dj Jay "Wave your hands"; etichetta Hit Mania, Universal Music Group
- 2016 - Deejay Jay "Your love explodes"; etichetta Hit Mania, Universal Music Group
- 2016 - Gaja "Last forever"; etichetta Hit Mania, Universal Music Group
- 2016 - Jacopo "Wasting my time"; etichetta Edinet music, Drizzly Music
- 2016 - Africology "Peponi"; etichetta Nocolors
- 2016 - Moda phun "I'm infected"; etichetta Walkman
- 2016 - Pied Piper "Magic flute"; etichetta Walkman
- 2016 - Orchestral Feat. Sherrie "The Strings of Silence"; etichetta Hit Mania, Universal Music Group
- 2016 - Jajo "Estamos en carnaval"; etichetta Hit Mania, Universal Music Group
- 2016 - Gaja "Together we will stand"; etichetta Hit Mania, Universal Music Group
- 2016 - Naxos "I need love"; etichetta Hit Mania, Universal Music Group
- 2016 - Jacopo Galeazzi "In love"; etichetta Hit Mania, Universal Music Group
- 2016 - Dj Virgo "You and I"; etichetta Urbanlife records/Lungoviaggio
- 2016 - 1980s "Someone like you"; etichetta Urbanlife records/Lungoviaggio
- 2016 - Jacopo Galeazzi "Needed you"; etichetta Universo (azienda)
- 2016 - Revelay Project "I come to you"; etichetta Universo (azienda)
- 2016 - Ruse "All night long with you"; etichetta Nocolors
- 2016 - Jg "Go away"; etichetta Carlo Cavalli Music Group, Saifam
- 2016 - Makers "We don't feel love"; etichetta Carlo Cavalli Music Group, Saifam
- 2016 - Jajo G "Today"; etichetta RNC Music
- 2016 - Jajo "Touch me"; etichetta Saifam
- 2016 - Moda Phun "Don't wanna stop"; etichetta SMC
- 2016 - Orchestral "Show you the way"; etichetta SMC
- 2016 - Gaja "I keep going on"; etichetta Walkman
- 2016 - Dj Jay "Think about you"; etichetta Walkman
- 2016 - Naxos "Look for the light"; etichetta Walkman
- 2016 - Jako feat. Rompe Cambeza "Stay"; etichetta Nocolors
- 2016 - Shed "This is love"; etichetta Nocolors
- 2016 - Moda phun "The Apocalypse"; etichetta Walkman, Universal Music Group
- 2016 - Jacopo - "I need to know"; etichetta Hit Mania, Universal Music Group
- 2016 - Gaja - "Waiting"; etichetta Hit Mania, Universal Music Group
- 2016 - Jajo - "Do you love me"; etichetta Hit Mania, Universal Music Group
- 2016 - Jacob Galsen "Come with me"; etichetta Walkman, Universal Music Group
- 2016 - Jacopo - "Dance attack"; etichetta Walkman, Universal Music Group
- 2016 - Deejay Jay - "Shot me down"; etichetta Walkman, Universal Music Group
- 2017 - Dj Jay "Come and get me"; etichetta Walkman
- 2017 - Gaja "Leave the world behind"; etichetta Walkman
- 2017 - The Orchestral "Is this the way"; etichetta Walkman
- 2017 - Korners "The worlds collide"; etichetta Tornado
- 2017 - Jga "Close my eyes"; etichetta Edinet music
- 2017 - Jajog "House music saved me"; etichetta Distar records
- 2017 - Dj Jay "Are you ready for this"; etichetta Hit Mania, Universal Music Group
- 2017 - Naxos "Fly away"; etichetta Hit Mania, Universal Music Group
- 2017 - 1980s Feat. Gaja "Falling down"; etichetta Hit Mania, Universal Music Group
- 2017 - E92 "You're my galaxy"; etichetta Walkman
- 2017 - Opocaj "I can't resist"; etichetta Walkman
- 2017 - Redz "Let me see you dance"; etichetta Tornado
- 2017 - Jajo "Living for today"; etichetta Walkman
- 2017 - Jacopo Galeazzi "Vamo a bailar"; etichetta Walkman
- 2017 - Jacopo G. "I want to know"; etichetta Walkman, Universal Music Group
- 2017 - Jg "Love again"; etichetta Saifam
- 2017 - Jaga "Don't worry"; etichetta Irma records
- 2017 - Los Estudiantes "Europa caliente"; etichetta Nocolors
- 2017 - Dj Jay "Show me"; etichetta Walkman
- 2017 - Moda phun "Say what you do"; etichetta Walkman
- 2017 - Noy "I'm stronger"; etichetta Tornado
- 2017 - Galeja "Sorry"; etichetta Italian way music
- 2017 - Gaja "Best one"; etichetta Walkman
- 2017 - Makers "Can you see"; etichetta Walkman
- 2017 - Jacob Galsen Feat. Anthony Matthews "I'm a fool"; etichetta Walkman
- 2017 - Jacopo Galeazzi "I feel alive tonight"; etichetta Walkman
- 2017 - Moda Phun "Say what you do"; etichetta SMC
- 2017 - Dj Jay "Show me"; etichetta SMC
- 2017 - Jacopo Galeazzi "Live for the moment"; etichetta Walkman
- 2017 - Pied Piper "Freaking People"; etichetta Walkman
- 2017 - Dj Jajo "Bass and Drums"; etichetta Walkman
- 2017 - Orchestral "Too many reasons"; etichetta Walkman
- 2017 - Galeja "People"; etichetta Italian way music
- 2017 - Jajo G "Corners of my mind"; etichetta RNC Music
- 2017 - Jacopo Galeazzi "Let's run"; etichetta Walkman
- 2017 - Dj Jajo "Le Serpent"; etichetta Walkman
- 2017 - Jacopo Galeazzi "On top of the world"; etichetta Walkman, Universal Music Group
- 2017 - Jacob Galsen "Follow me"; etichetta Walkman, Universal Music Group
- 2018 - Mood "Memories"; etichetta Tornado
- 2018 - Jajo Ft. Smokin' Fudo "Try to understand"; etichetta Shake records
- 2018 - Dj Jay "Touch your face"; etichetta Walkman
- 2018 - Jacob Galsen "Leading from behind"; etichetta Fade to music
- 2018 - Jajo "Live again"; etichetta Fade to music
- 2018 - Moda Phun "Around"; etichetta Fade to music
- 2018 - Jacopo Galeazzi "My road"; etichetta Fade to music
- 2018 - Judde "Eternity"; etichetta Tornado
- 2018 - Jago "Give it all to me"; etichetta Jaywork
- 2018 - Jacopo Galeazzi "Nothing worse"; etichetta Fade to music
- 2018 - Deejay Jay "In to my life"; etichetta Fade to music
- 2018 - Jacopo Galeazzi - "Here with me"; etichetta Walkman, Universal Music Group
- 2018 - Jacob Galsen - "Candyman"; etichetta Walkman, Universal Music Group
- 2018 - Jacopo Galeazzi "We are who we are"; etichetta Walkman
- 2018 - Jacopo Galeazzi - "Todo el mundo"; etichetta Walkman, Universal Music Group
- 2018 - Deejay Jay - "Before"; etichetta Walkman, Universal Music Group
- 2018 - Jacob Galsen "Someone else"; etichetta Fade to music
- 2018 - Moda Phun "Hold on to me"; etichetta Fade to music
- 2018 - Jako "Wanna be loved"; etichetta Nocolors
- 2018 - Jago & Fudo "Girl"; etichetta Jaywork
- 2018 - Gaja - "Hold on to love"; etichetta Walkman
- 2018 - Jacob Galsen - "Walk around"; etichetta Walkman
- 2018 - Jajo "No more chances"; etichetta Shake records
- 2018 - Moda Phun "We need to fly away"; etichetta Jaywork
- 2018 - Galeja "Different man"; etichetta Claw records
- 2018 - Jaga "One life"; etichetta Mind the floor
- 2018 - Naxos "Supersonic"; etichetta Jaywork
- 2018 - Moda Phun - "Won't hurt ya"; etichetta Hit Mania, Universal Music Group
- 2018 - Gaja "This is all for now"; etichetta RNC Music
- 2018 - Pied Piper "I tried to be"; etichetta Saifam
- 2018 - Naxos "The Shaman"; etichetta Italian way music
- 2018 - Ruse "Supernatural"; etichetta Nocolors
- 2018 - Jaga "Come back around"; etichetta Mind the floor
- 2018 - Jajog "I'm running"; etichetta RNC Music
- 2018 - Jacopo Galeazzi "Back around"; etichetta Fade to music
- 2018 - Jacob Galsen "Loving my life"; etichetta Fade to music
- 2018 - Jago "Dreams will guide us"; etichetta Jaywork
- 2018 - Moda Phun "Take me to the stars"; etichetta Jaywork
- 2018 - Jajo "What do I do"; etichetta Shake records
- 2018 - Jajo G "Embrace"; etichetta RNC Music
- 2018 - Jago "Reach for the sky"; etichetta Jaywork
- 2018 - Jacopo "For always"; etichetta Keep records
- 2018 - Jacopo Galeazzi - "One night"; etichetta Walkman, Universal Music Group
- 2019 - Jga "Just live your"; etichetta Edinet music
- 2019 - Mystic Dreamer "Are u ready"; etichetta Edinet music
- 2019 - Progressive Think "Is the love tonight"; etichetta Urbanlife records/Lungoviaggio
- 2019 - The House Lovers "Turn off the light"; etichetta Urbanlife records/Lungoviaggio
- 2019 - Orchestral "I just can't understand"; etichetta Multiforce
- 2019 - Edm lover "You're really wrong"; etichetta Italian way music
- 2019 - Naxos "Mammut"; etichetta Italian way music
- 2019 - Jgx "Never let me go"; etichetta Multiforce
- 2019 - Korners "On my way to you"; etichetta Nocolors
- 2019 - James Gale "My everything"; etichetta Keep records
- 2019 - Japo "No lies"; etichetta Strakton records
- 2019 - Jajo G "For tonight"; etichetta RNC Music
- 2019 - Jago "We get it right sometimes"; etichetta Jaywork
- 2019 - Jajo "Forget the past"; etichetta Shake records
- 2019 - Crazy Dj "Crazy trumpet"; etichetta Shake records
- 2019 - Moda Phun "What you stand for"; etichetta Fade to music
- 2019 - Jjg "Go to the party"; etichetta Pool e music
- 2019 - Joja "I am free"; etichetta Dance and love
- 2019 - Jago "Free way"; etichetta Jaywork
- 2019 - Jaxo "Move us forever"; etichetta Blanco y Negro
- 2019 - Jayga "Àndale"; etichetta Bang record
- 2019 - Jajo G "let me leave"; etichetta RNC Music
- 2019 - Koja "Meant to be"; etichetta Bang record
- 2019 - Jacob Galsen "Fly with me"; etichetta Hit Mania, Universal Music Group
- 2019 - Jacob Galsen "Away from here"; etichetta Hit Mania, Universal Music Group
- 2019 - Dj Jajo "Happiness now"; etichetta Hit Mania, Universal Music Group
- 2019 - Dj Jajo "Wanna be with you tonight"; etichetta Hit Mania, Universal Music Group
- 2019 - Moda phun "So alive"; etichetta Hit Mania, Universal Music Group
- 2019 - Jajo "I will always do you right"; etichetta Shake records
- 2019 - Jacob Galsen "Is like eternity"; etichetta Hit Mania, Universal Music Group
- 2019 - Moda phun "You make me feel"; etichetta Hit Mania, Universal Music Group
- 2019 - Dj Jay "Where are we going"; etichetta Hit Mania, Universal Music Group
- 2019 - Gaja "Why baby"; etichetta Hit Mania, Universal Music Group
- 2019 - Dj Jajo "Without your love"; etichetta Hit Mania, Universal Music Group
- 2019 - Dj Jay "Banzai"; etichetta Hit Mania, Universal Music Group
- 2019 - Zaniah "Come to life"; etichetta Keep records
- 2019 - Korners "I wanna live here forever"; etichetta Nocolors
- 2019 - Jajog "In the blaze"; etichetta Distar records
- 2019 - Joja "Back to the underground"; etichetta Dance and love
- 2019 - Jaga "Back to love"; etichetta Irma records
- 2019 - Sismica Feat. Jga "Sabrosa"; etichetta Edinet music
- 2019 - Jajo G "All this time"; etichetta RNC Music
- 2019 - Jalego "Better now"; etichetta Mind the floor
- 2019 - Jajo "Let me tell you something"; etichetta Shake records
- 2019 - Jacopo Galeazzi - "Everybody's turning to it"; etichetta Hit Mania, Universal Music Group
- 2019 - Jajo - "I remember last summer"; etichetta Hit Mania, Universal Music Group
- 2019 - Moda Phun - "When the sun is rising"; etichetta Hit Mania, Universal Music Group
- 2019 - Dj Jay - "You did on night"; etichetta Hit Mania, Universal Music Group
- 2019 - Dj Jajo - "We’re going down"; etichetta Hit Mania, Universal Music Group
- 2020 - Deejay Jay - "Don't make sense"; etichetta Hit Mania, Universal Music Group
- 2020 - Opocaj - "Your love"; etichetta Hit Mania, Universal Music Group
- 2020 - Jacopo Galeazzi - "Praise the sun"; etichetta Hit Mania, Universal Music Group
- 2020 - Orchestral - "Living yesterday"; etichetta Hit Mania, Universal Music Group
- 2020 - Dj Jay - "Make That Body Move"; etichetta Hit Mania, Universal Music Group
- 2020 - Jacob Galsen - "I'm not listening now"; etichetta Hit Mania, Universal Music Group
- 2020 - Jakopo "In the blaze"; etichetta Distar
- 2020 - Syrma "When we fall"; etichetta Distar records
- 2020 - Jajo "Be cool"; etichetta Shake records
- 2020 - Japo "You are the party"; etichetta Strakton records
- 2020 - Jajo G "I don't need you"; etichetta RNC Music
- 2020 - Gajo "La la song"; etichetta RNC Music
- 2020 - Jacopo Galeazzi "Take my breath away"; etichetta Hit Mania, Universal Music Group
- 2020 - Jacob Galsen "Don't breaking to my heart"; etichetta Hit Mania, Universal Music Group
- 2020 - Dj Jajo "Dance to the beat"; etichetta Hit Mania, Universal Music Group
- 2021 - Jacopo Galeazzi - "Look up to the sky"; etichetta Hit Mania
- 2021 - Jacob Galsen - "Where you wanna go"; etichetta Hit Mania
- 2021 - Jacob Galsen - "The power of love"; etichetta Hit Mania
- 2021 - Dj Jajo - "All in my head"; etichetta Hit Mania
- 2021 - Moda Phun - "What it feels like"; etichetta Hit Mania
- 2021 - Dj Jay - "Medieval dance"; etichetta Hit Mania
- 2021 - Jacopo Galeazzi - "Together as one"; etichetta Hit Mania
- 2021 - Pied Piper - "My greatest mistake"; etichetta Hit Mania
- 2021 - Orchestral - "You're my obsession"; etichetta Hit Mania
- 2021 - Gaja - "Frozen"; etichetta Hit Mania
- 2021 - Jacopo Galeazzi - "Everything"; etichetta Hit Mania
- 2021 - Dj Jajo - "Dance to the beat"; etichetta Hit Mania
- 2021 - Jacopo Galeazzi - "I lived how i wanted to"; etichetta Hit Mania, Smilax Publishing
- 2021 - Jacob Galsen - "Dance in the moonlight"; etichetta Hit Mania, Smilax Publishing
- 2021 - Dj Jajo - "You got to know"; etichetta Hit Mania, Smilax Publishing
- 2022 - Jacopo Galeazzi - "Don't waste the moment"; etichetta Hit Mania
- 2022 - Naxos - "Bring me along"; etichetta Hit Mania
- 2022 - Jacopo Galeazzi - "Lemme see you dance"; etichetta Hit Mania
- 2022 - Jajo - "My bike"; etichetta Hit Mania
- 2022 - Dj Jajo - "Dance to the beat"; etichetta Hit Mania, Smilax Publishing
- 2022 - Jacopo Galeazzi - "Till you"; etichetta Hit Mania
- 2022 - Jacob Galsen - "Unbelievable"; etichetta Hit Mania
- 2022 - Dj Jay - "You wanna be"; etichetta Hit Mania
- 2023 - Jajo & Kiki - "Baby girl"; etichetta Hit Mania, Smilax Publishing
- 2023 - Jacopo Galeazzi - "We making love tonight"; etichetta Hit Mania, Smilax Publishing

### Compilation
- 2003 - Grande Fratello 3 compilation: Dj Jay - "Mizzica"; etichetta Tabloid music su licenza Endemol
- 2004 - Hot party Summer 2004 compilation: Danijay - "Luna nera"'; etichetta Universal Music Group, Universal Music Group
- 2004 - Dance Party Spring 2004 compilation: Danijay - "Luna nera"'; etichetta Universal Music Group, Universal Music Group
- 2004 - Los Cuarenta 40 Summer 2004 compilation: Danijay - "Luna nera"; etichetta Radio Italia Network
- 2004 - Discoparade Winter 2004 compilation: Orchestral - "The party has just begun"; etichetta Do It Yourself
- 2004 - DJ Selection Vol. 32 - Dance Invasion Part 10: Orchestral - "The party has just begun"; stampato Do It Yourself
- 2005 - Hit Music Winter 2005: Orchestral - "The party has just begun"; stampato da 4TUNE Records / Jaywork
- 2006 - M2O Compilation: Dj Jajo - "Souvenir"; etichetta Time records
- 2006 - Corriere dello Sport - Stadio compilation: "I cori dalle curve"; etichetta Media records, Corriere dello Sport - Stadio
- 2006 - DJ Zone 29 - Dance Session Vol. 12: Dj Jajo - "Souvenir"; etichetta Time records
- 2007 - Best Italo Dance Hits 2007 Compilation: S.t.b. - "The way you do"; etichetta Arc records
- 2007 - Best Italo Dance Hits 2007 Compilation: Orchestral feat. Gith - "Together Tonight"; etichetta Arc records
- 2008 - Best Italo Dance Hits 2008 Compilation: S.t.b. - "Now with love / Moda phun - The secret is"; etichetta Arc records
- 2014 - Hit Mania 2015: Jacopo - "On the dancefloor"; etichetta Hit Mania, Universal Music Group
- 2015 - Ibiza Experience vol. 1: Orchestral "How beautiful is youth"; etichetta Walkman
- 2015 - Hit Mania Champions 2015: RJ Project - "Everybody feel good"; etichetta Hit Mania, Universal Music Group
- 2015 - Ibiza Experience vol. 2: Revelay project feat n.i.c. "Jump"; etichetta Walkman
- 2015 - Hit Mania Spring 2015: Moda Phun - "The Vibration"; etichetta Hit Mania, Universal Music Group
- 2015 - Edm Electronic Dance Music vol. 2: Revelay project "The fall"; etichetta Walkman
- 2015 - Ibiza Experience Mixed Crossdance Beats #Las salina: Deejayjay "Yallah dj"; etichetta Walkman
- 2015 - Hit Mania Estate 2015: Jacopo Galeazzi - "Suelta"; etichetta Hit Mania, Universal Music Group
- 2015 - Hit Mania Estate 2015: Dj Jajo "Da da da"; etichetta Hit Mania, Universal Music Group
- 2015 - Hit Mania Estate 2015: Jacopo "Back home"; etichetta Hit Mania, Universal Music Group
- 2015 - Hit Mania Estate 2015: Deejayjay "A night to remember"; etichetta Hit Mania, Universal Music Group
- 2015 - Ibiza Experience vol. 3: Dj Jajo "La liberte'"; etichetta Walkman
- 2015 - Ibiza Hard Dance Energy Dance Mix #Las salina: Jacopo "Don't be shy"; etichetta Walkman
- 2015 - Ibiza Hard Dance Energy Dance Mix #Las salina: Jacopo Galeazzi "Arabic"; etichetta Walkman
- 2015 - Ibiza Hard Dance Energy Dance Mix #Las salina: Dj Jajo "Da da da"; etichetta Walkman
- 2015 - Euro Dance Summer 2015: Jacopo "Needs to feel love"; etichetta Urbanlife records/Lungoviaggio/Universo (azienda)
- 2015 - Ibiza Experience #Playa d'en bossa: Jacopo "Bye bye boy"; etichetta Walkman
- 2015 - Hit Mania Special Edition 2015: Jacopo "Needs to feel love"; etichetta Urbanlife records/Lungoviaggio/Universo (azienda), Universal Music Group
- 2015 - Hit Mania Special Edition 2015: Jacopo Galeazzi - "Come back to me"; etichetta Hit Mania, Universal Music Group
- 2015 - Miami Sound Dance & Lounge #Ocean drive: Jacopo Galeazzi "The dreaming"; etichetta Walkman
- 2015 - Miami Sound Dance & Lounge #Ocean drive: Jacopo Galeazzi "We feel so right"; etichetta Walkman
- 2015 - Ibiza Hard Dance Mix #Playa d'en bossa: Dj Jay "Mysterious"; etichetta Walkman
- 2015 - Hit Parade Dance Special 2015: Jacopo Galeazzi - "Carnaval"; etichetta Hit Mania, Universal Music Group
- 2015 - Blanco y Negro HITS 100% Temazos: Jako - "Chosen love"; etichetta Blanco y Negro
- 2015 - Miami Sound Dance & Lounge #North beach: Rj project "Everybody feel good"; etichetta Walkman
- 2015 - Hit Mania 2016: Jacopo - "Bye bye boy"; etichetta Hit Mania, Universal Music Group
- 2015 - Hit Mania 2016: Dj Jajo - "Anymore"; etichetta Hit Mania, Universal Music Group
- 2015 - Hit Mania 2016: Jacopo Galeazzi - "The dreaming"; etichetta Hit Mania, Universal Music Group
- 2015 - Hit Mania 2016: Dj Jay - "Mysterious"; etichetta Hit Mania, Universal Music Group
- 2016 - Ibiza Hard Dance Energy Dance #Agua blanca: Rj project "Let it go"; etichetta Walkman
- 2016 - Suburbia Winter 2016: Jajo - "You make me high"; etichetta The Saifam Group
- 2016 - Anual 2016: Jako - "Chosen love"; etichetta Blanco y Negro
- 2016 - Euro Dance Papaya 2016: Jacopo Galeazzi "Lost in a maze"; etichetta Universo (azienda)
- 2016 - Ibiza Experienze #Cala llonga: Jacopo Galeazzi "Feel you"; etichetta Walkman
- 2016 - Ibiza Experienze #Cala llonga: Jacopo Galeazzi "Droppin it"; etichetta Walkman
- 2016 - Hit Mania Spring 2016: Jacopo Galeazzi - "Gimme your love"; etichetta Hit Mania, Universal Music Group
- 2016 - Hit Mania Spring 2016: Dj Jay - "Wave your hands"; etichetta Hit Mania, Universal Music Group
- 2016 - Hit Mania Spring 2016: Deejayjay - "Your love explodes"; etichetta Hit Mania, Universal Music Group
- 2016 - Hit Mania Spring 2016: Gaja - "Last forever"; etichetta Hit Mania, Universal Music Group
- 2016 - Ibiza Dance Music #Talamanca beach: Dj Jay "Are you ready for this"; etichetta Walkman
- 2016 - Hit Parade Dance Green Valley 2016: "Orchestral Feat. Sherrie - The Strings of Silence"; etichetta Hit Mania, Universal Music Group
- 2016 - Hitormentoni Summer 2016: Jacopo Galeazzi - "In love"; etichetta Hit Mania, Universal Music Group
- 2016 - Hitormentoni Summer 2016: Pied Piper - "Magic flute"; etichetta Hit Mania, Universal Music Group
- 2016 - Hit Mania Estate 2016: Jacopo Galeazzi - "In love"; etichetta Hit Mania, Universal Music Group
- 2016 - Hit Mania Estate 2016: Jajo - "Estamos en carnaval"; etichetta Hit Mania, Universal Music Group
- 2016 - Hit Mania Estate 2016: Gaja - "Together we will stand"; etichetta Hit Mania, Universal Music Group
- 2016 - Hit Mania Estate 2016: Naxos - "I need love"; etichetta Hit Mania, Universal Music Group
- 2016 - Ibiza Sound #Roca llisa: Dj Jay "Show me"; etichetta Walkman, Bside
- 2016 - Ibiza Danceclub #Roca llisa: Moda Phun "Say what you do"; etichetta Walkman, Bside
- 2016 - Euro Dance Bamboo 2016: Jacopo - "Dance attack"; etichetta Universo (azienda)
- 2016 - Euro Dance Bamboo 2016: Deejayjay - "Shot me down"; etichetta Universo (azienda)
- 2016 - Hit Mania Special Edition 2016: Jacopo - "I need to know"; etichetta Hit Mania, Universal Music Group
- 2016 - Hit Mania Special Edition 2016: Gaja - "Waiting"; etichetta Hit Mania, Universal Music Group
- 2016 - Hit Mania Special Edition 2016: Jajo - "Do you love me"; etichetta Hit Mania, Universal Music Group
- 2016 - Hitormentoni Winter 2016: Jacob Galsen - "Come with me"; etichetta Hit Mania, Universal Music Group
- 2016 - Hitormentoni Winter 2016: Moda Phun - "Don't wanna stop"; etichetta SMC
- 2016 - Hitormentoni Winter 2016: Orchestral - "Show you the way"; etichetta SMC
- 2016 - Hitormentoni Winter 2016: Gaja - "I keep going on"; etichetta Hit Mania, Universal Music Group
- 2016 - Hitormentoni Winter 2016: Dj Jay - "Think about you"; etichetta Hit Mania, Universal Music Group
- 2016 - Hitormentoni Winter 2016: Naxos - "Look for the light"; etichetta Hit Mania, Universal Music Group
- 2016 - Hit Parade Dance #Carpe Diem: Jacopo Galeazzi - "Needed you"; etichetta Universo (azienda)
- 2016 - Hit Parade Dance #Carpe Diem: Revelay Project - "I come to you"; etichetta Universo (azienda)
- 2016 - Hit Parade Dance #Carpe Diem: Gaja - "Waiting"; etichetta Universo (azienda)
- 2016 - Hit Mania 2017: Moda phun - "The Apocalypse"; etichetta Hit Mania, Universal Music Group
- 2016 - Hit Mania 2017: Jacob Galsen - "Come with me"; etichetta Hit Mania, Universal Music Group
- 2017 - Hit Parade Dance #Sankeys: Dj Jay - "Come and get me"; etichetta Universo (azienda)
- 2017 - Hit Parade Dance #Sankeys: Gaja - "Leave the world behind"; etichetta Universo (azienda)
- 2017 - Hit Parade Dance #Sankeys: Orchestral - "Is this the way"; etichetta Universo (azienda)
- 2017 - Euro Dance Escape: E92 - "You're my galaxy"; etichetta Universo (azienda)
- 2017 - Euro Dance Escape: Opocaj - "I can't resist"; etichetta Universo (azienda)
- 2017 - Hit Mania Champions 2017: Naxos - "Fly away"; etichetta Hit Mania, Universal Music Group
- 2017 - Hit Mania Champions 2017: Dj Jay - "Are you ready for this"; etichetta Hit Mania, Universal Music Group
- 2017 - Hit Mania Champions 2017: 1980s Feat. Gaja - "Falling down"; etichetta Hit Mania, Universal Music Group
- 2017 - Hit Mania Spring 2017: Jacopo G. - "I want you to know"; etichetta Hit Mania, Universal Music Group
- 2017 - Hit Mania Estate 2017: Jacopo Galeazzi - "I feel alive tonight"; etichetta Hit Mania, Universal Music Group
- 2017 - Hit Mania Estate 2017: Jacob Galsen Feat. Anthony Matthews - "I'm a fool"; etichetta Hit Mania, Universal Music Group
- 2017 - Hit Parade Dance #Omnia: Gaja - "Best one"; etichetta Universo (azienda)
- 2017 - Hit Parade Dance #Omnia: Makers - "Can you see"; etichetta Universo (azienda)
- 2017 - Euro Dance #Fabrik: Jacopo Galeazzi - "Vamo a bailar"; etichetta Universo (azienda)
- 2017 - Euro Dance #Fabrik: Jajo - "Living for today"; etichetta Universo (azienda)
- 2017 - Hit Parade Dance #Roxy: Dj Jay - "Show me"; etichetta SMC
- 2017 - Hit Parade Dance #Roxy: Jacopo Galeazzi - "Live for the moment"; etichetta Universo (azienda)
- 2017 - Hit Parade Dance #Roxy: Moda phun - "Say what you do"; etichetta SMC
- 2017 - Hitormentoni Summer 2017: Pied Piper - "Freaking People"; etichetta Hit Mania, Universal Music Group
- 2017 - Hitormentoni Summer 2017: Dj Jajo - "Bass and Drums"; etichetta Hit Mania, Universal Music Group
- 2017 - Hitormentoni Summer 2017: Orchestral - "Too many reasons"; etichetta Hit Mania, Universal Music Group
- 2017 - Hit Mania Special Edition 2017: Jacopo Galeazzi - "Let's run"; etichetta Hit Mania, Universal Music Group
- 2017 - Euro Dance #Imperial: Dj Jay - "Come and get me"; etichetta Universo (azienda)
- 2017 - Euro Dance #Imperial: Dj Jajo - "Le Serpent"; etichetta Universo (azienda)
- 2017 - Hit Mania 2018: Jacopo Galeazzi - "On top of the world"; etichetta Hit Mania, Universal Music Group
- 2017 - Hit Mania 2018: Jacob Galsen - "Follow me"; etichetta Hit Mania, Universal Music Group
- 2018 - Hit Parade Dance #Dèjà Vu: Dj Jay - "Touch your face"; etichetta Universo (azienda)
- 2018 - Hit Parade Dance #Dèjà Vu: Dj Jay - "Are you ready for this"; etichetta Universo (azienda)
- 2018 - Hit Parade Dance Dj Set #Dèjà Vu: Dj Jay - "Touch your face"; etichetta Universo (azienda)
- 2018 - Hit Mania Champions 2018: Jacopo Galeazzi - "Here with me"; etichetta Hit Mania, Universal Music Group
- 2018 - Hit Mania Champions 2018: Jacob Galsen - "Candyman"; etichetta Hit Mania, Universal Music Group
- 2018 - Euro Dance #Kapital: Jacopo Galeazzi - "We are who we are"; etichetta Universo (azienda)
- 2018 - Hit Parade Dance #Queen: Gaja - "Hold on to love"; etichetta Universo (azienda)
- 2018 - Hit Parade Dance #Queen: Jacob Galsen - "Walk around"; etichetta Universo (azienda)
- 2018 - Hit Parade Dance #Queen: Dj Jajo - "Le serpent"; etichetta Universo (azienda)
- 2018 - Hit Mania Spring 2018: Jacopo Galeazzi - "Todo el mundo"; etichetta Hit Mania, Universal Music Group
- 2018 - Hit Mania Spring 2018: Deejayjay - "Before"; etichetta Hit Mania, Universal Music Group
- 2018 - Hit Mania Spring 2018: Jacopo Galeazzi - "Feel you"; etichetta Hit Mania, Universal Music Group
- 2018 - Hit Mania Spring 2018: Dj Jay - "Mysterious"; etichetta Hit Mania, Universal Music Group
- 2018 - Hit Mania Estate 2018: Moda Phun - "Won't hurt ya"; etichetta Hit Mania, Universal Music Group
- 2019 - Hit Mania 2019: Jacopo Galeazzi - "One night"; etichetta Hit Mania, Universal Music Group
- 2019 - Hit Mania Champions 2019: Jacob Galsen - "Fly with me"; etichetta Hit Mania, Universal Music Group
- 2019 - Hit Mania Champions 2019: Jacob Galsen - "Away from here"; etichetta Hit Mania, Universal Music Group
- 2019 - Hit Mania Champions 2019: Dj Jajo - "Happiness now"; etichetta Hit Mania, Universal Music Group
- 2019 - Hit Mania Champions 2019: Dj Jajo - "Wanna be with you tonight"; etichetta Hit Mania, Universal Music Group
- 2019 - Hit Mania Champions 2019: Moda phun - "So alive"; etichetta Hit Mania, Universal Music Group
- 2019 - Hit Mania Estate 2019: Jacob Galsen - "Is like eternity"; etichetta Hit Mania, Universal Music Group
- 2019 - Hit Mania Estate 2019: Moda phun - "You make me feel"; etichetta Hit Mania, Universal Music Group
- 2019 - Hit Mania Estate 2019: Dj Jay - "Where are we going"; etichetta Hit Mania, Universal Music Group
- 2019 - Hit Mania Estate 2019: Gaja - "Why baby"; etichetta Hit Mania, Universal Music Group
- 2019 - Hit Mania Estate 2019: Dj Jajo - "Without your love"; etichetta Hit Mania, Universal Music Group
- 2019 - Hit Mania Estate 2019: Dj Jay - "Banzai"; etichetta Hit Mania, Universal Music Group
- 2019 - Hit Mania 2020: Jacopo Galeazzi - "Everybody's turning to it"; etichetta Hit Mania, Universal Music Group
- 2019 - Hit Mania 2020: Jajo - "I remember last summer"; etichetta Hit Mania, Universal Music Group
- 2019 - Hit Mania 2020: Moda Phun - "When the sun is rising"; etichetta Hit Mania, Universal Music Group
- 2019 - Hit Mania 2020: Dj Jay - "You did on night"; etichetta Hit Mania, Universal Music Group
- 2019 - Hit Mania 2020: Dj Jajo - "We’re going down"; etichetta Hit Mania, Universal Music Group
- 2020 - Hit Mania Estate 2020: Deejayjay - "Don't make sense"; etichetta Hit Mania, Universal Music Group
- 2020 - Hit Mania Estate 2020: Opocaj - "Your love"; etichetta Hit Mania, Universal Music Group
- 2020 - Hit Mania Estate 2020: Jacopo Galeazzi - "Praise the sun"; etichetta Hit Mania, Universal Music Group
- 2020 - Hit Mania Estate 2020: Orchestral - "Living yesterday"; etichetta Hit Mania, Universal Music Group
- 2020 - Hit Mania Estate 2020: Dj Jay - "Make That Body Move"; etichetta Hit Mania, Universal Music Group
- 2020 - Hit Mania Estate 2020: Jacob Galsen - "I'm not listening now"; etichetta Hit Mania, Universal Music Group
- 2020 - Hit Mania Dance 2021: Jacopo Galeazzi - "Take my breath away"; etichetta Hit Mania, Universal Music Group
- 2020 - Hit Mania Dance 2021: Jacob Galsen - "Don't breaking to my heart"; etichetta Hit Mania, Universal Music Group
- 2020 - Hit Mania Dance 2021: Dj Jajo - "Dance to the beat"; etichetta Hit Mania, Universal Music Group
- 2021 - Hit Mania Dance Parade #Planet dance: Jacopo Galeazzi - "Look up to the sky"; etichetta Hit Mania
- 2021 - Hit Mania Dance Parade #Planet dance: Jacob Galsen - "Where you wanna go"; etichetta Hit Mania
- 2021 - Hit Mania Dance Parade #Planet dance: Dj Jajo - "Dance to the beat"; etichetta Hit Mania
- 2021 - Hit Mania Dance Parade #Club Space: Jacob Galsen - "The power of love"; etichetta Hit Mania
- 2021 - Hit Mania Dance Parade #Club Space: Dj Jajo - "All in my head"; etichetta Hit Mania
- 2021 - Hit Mania Dance Parade #Club Space: Moda Phun - "What it feels like"; etichetta Hit Mania
- 2021 - Hit Mania Dance Parade #Club Space: Dj Jay - "Medieval dance"; etichetta Hit Mania
- 2021 - Hit Mania Dance Parade #Club Space: Jacopo Galeazzi - "Together as one"; etichetta Hit Mania
- 2021 - Hit Mania Dance Parade #Club Space: Pied Piper - "My greatest mistake"; etichetta Hit Mania
- 2021 - Hit Mania Dance Parade #Club Space: Orchestral - "You're my obsession"; etichetta Hit Mania
- 2021 - Hit Mania Dance Estate 2021: Gaja - "Frozen"; etichetta Hit Mania, Smilax Publishing
- 2021 - Hit Mania Dance Estate 2021: Jacopo Galeazzi - "Everything"; etichetta Hit Mania, Smilax Publishing
- 2021 - Hit Parade Dance #Mixtape 2021: Jacob Galsen - "The power of love"; etichetta Hit Mania
- 2021 - Hit Parade Dance #Mixtape 2021: Dj Jajo - "All in my head"; etichetta Hit Mania
- 2021 - Hit Parade Dance #Mixtape 2021: Moda Phun - "What it feels like"; etichetta Hit Mania
- 2021 - Hit Parade Dance #Mixtape 2021: Dj Jay - "Medieval dance"; etichetta Hit Mania
- 2021 - Hit Parade Dance #Mixtape 2021: Jacopo Galeazzi - "Together as one"; etichetta Hit Mania
- 2021 - Hit Parade Dance #Mixtape 2021: Pied Piper - "My greatest mistake"; etichetta Hit Mania
- 2021 - Hit Parade Dance #Mixtape 2021: Orchestral - "You're my obsession"; etichetta Hit Mania
- 2021 - Hit Mania Dance Parade #2021: Jacopo Galeazzi - "Look up to the sky"; etichetta Hit Mania
- 2021 - Hit Mania Dance Parade #2021: Jacob Galsen - "Where you wanna go"; etichetta Hit Mania
- 2021 - Hit Mania Dance Parade #2021: Dj Jajo - "Dance to the beat"; etichetta Hit Mania
- 2021 - Hit Mania Dance 2022: Jacopo Galeazzi - "I lived how i wanted to"; etichetta Hit Mania, Smilax Publishing
- 2021 - Hit Mania Dance 2022: Jacob Galsen - "Dance in the moonlight"; etichetta Hit Mania, Smilax Publishing
- 2021 - Hit Mania Dance 2022: Dj Jajo - "You got to know"; etichetta Hit Mania, Smilax Publishing
- 2022 - Hit Mania Dance Champions 2022: Jacopo Galeazzi - "Don't waste the moment"; etichetta Hit Mania
- 2022 - Hit Mania Dance Champions 2022: Naxos - "Bring me along"; etichetta Hit Mania
- 2022 - Hit Mania Dance Estate 2022: Jacopo Galeazzi - "Lemme see you dance"; etichetta Hit Mania
- 2022 - Hit Mania Dance Estate 2022: Jajo - "My bike"; etichetta Hit Mania
- 2022 - Euro Dance 2022: Dj Jajo - "Dance to the beat"; etichetta Euro Dance, Smilax Publishing
- 2022 - Hit Mania Dance 2023: Jacopo Galeazzi - "Till you"; etichetta Hit Mania
- 2022 - Hit Mania Dance 2023: Jacob Galsen - "Unbelievable"; etichetta Hit Mania
- 2022 - Hit Mania Dance 2023: Dj Jay - "You wanna be"; etichetta Hit Mania
- 2023 - Hit Parade Dance #Carnival 2023: Jacopo Galeazzi - "Don't waste the moment"; etichetta Hit Mania, Smilax Publishing
- 2023 - Hit Mania Dance Champions 2023: Jajo & Kiki - "Baby girl"; etichetta Hit Mania, Smilax Publishing
- 2023 - Euro Dance Spring 2023: Jacopo Galeazzi - "I can hear your calling"; etichetta Euro Dance, Smilax Publishing
- 2023 - Hit Mania Dance Estate 2023: Jacopo Galeazzi - "We making love tonight"; etichetta Hit Mania, Smilax Publishing
- 2023 - Hit Mania Dance #Mix Collection: Jajo - "My bike"; etichetta Hit Mania

### Album
- 1999 - Deejayjay "Fly in the night"; etichetta Vitaminic

### Libraries
- 2017 - "Vocal Hits" etichetta Smokey Loops